# Xie Siyi
Xie Siyi (chinesisch 谢思埸; * 28. März 1996 in Shantou) ist ein chinesischer Wasserspringer.

## Erfolge
Bei den Schwimmweltmeisterschaften gewann er bisher vier Goldmedaillen, eine Silbermedaille und eine Bronzemedaille. Vom Schwimmweltverband FINA wurde er 2019 zusammen mit Shi Tingmao als bester Wasserspringer des Jahres geehrt.
Er gewann bei den Olympischen Spielen 2020 in Tokio gemeinsam mit Wang Zongyuan die Goldmedaille im Synchronspringen vom 3-Meter-Brett. Vor seinem Synchronpartner gewann er im Einzel ebenfalls Gold.
Bei den Olympischen Spielen 2024 in Paris gewann er erneut die Goldmedaille im Einzel vom 3-Meter-Brett.